# Ilybius satunini
Ilybius satunini is een keversoort uit de familie waterroofkevers (Dytiscidae). De wetenschappelijke naam van de soort is voor het eerst geldig gepubliceerd in 1913 door Zaitzev.